# Samsung Galaxy A82 5G
El Samsung Galaxy A82 5G (Galaxy Quantumm 2 en  Corea del sur) es un teléfono inteligente fabricado y presentado por Samsung Electronics. en 2021. El teléfono tiene una configuración de cámara triple con una cámara principal de 64 MP, una pantalla FHD+ Infinity-O de 6,7 pulgadas (161,9 mm) y una batería Li-Po de 4500 mAh. Viene con Android 11.
El teléfono incluye 6GB de ram y 128GB de almacenamiento, con un chip de 7nm SnapDragon 855+ con un puntaje de 433166 en AnTuTu

## Samsung Galaxy Quantum 2
Samsung Galaxy A82 5G se lanzó como Samsung Galaxy Quantum 2 en Corea del Sur.